# Fernand Moulet
Pour les articles homonymes, voir Moulet.
Fernand Moulet, né le 3 décembre 1895 à Vertus et mort le 25 février 1973 à La Loupe, est un coureur cycliste français qui a notamment terminé deux Tours de France. Son demi-frère Marcel Moulet (1887-1933) était également coureur cycliste.

## Biographie
Il se marie le 23 octobre 1929 à Reims avec Julienne Adrienne Follet puis en 1942 à Reims également avec Olive Heucq.

## Palmarès
- 1920 (amateur)
  - 3e du Challenge UVF (avec Lucien Rich et Georges Faudet)[4].
- 1921
  - Luxembourg-Nancy
  - 3e de Paris-Reims
  - 5e de Paris-Tours[5]
- 1922
  - 2e de Tours-Angers-Tours
  - 2e du Circuit de Champagne
  - 4e de Paris-Tours[5]
- 1924
  - 1er du Critérium de l'Est[6].
  - 2e de Paris-Arras
- 1925
  - 1er du Championnat de la Marne[7].
- 1926
  - Rennes-Le Mans-Caen
- 1927
  - 3e du GP Wolber avec l'équipe de Reims[note 1]

## Résultats sur les grands tours

### Tour de France
7 participations
- 1920 : abandon
- 1921 : abandon
- 1923 : abandon
- 1926 : 35e
- 1927 : abandon
- 1928 : 36e
- 1930 : abandon (20e étape)